# 行田市立図書館
行田市立図書館（ぎょうだしりつとしょかん）は、埼玉県行田市が設立・運営する公共図書館である。

## 概要
行田市立図書館は行田市教育文化センター「みらい」内に設置され、行田市が運営する公立図書館であり、同市に在住・在勤・在学する者の他、羽生市・加須市・鴻巣市・熊谷市の在住者も広域利用により利用することができる。
この他、主として市内小学校などを巡回する移動図書館を運営している。

## 施設・交通
アクセス
- JR高崎線吹上駅より朝日バス「佐間経由行田折り返し場（または総合教育センターまたは工業団地）行き」に乗車、「佐間団地」にて下車、バス停より徒歩約6分。
- JR高崎線行田駅より市内循環バス「観光拠点循環コース 左回り」に「JR行田駅前」バス停より乗車、「教育文化センター前（乗車約12分）」にて下車すぐ。運賃は150円。
- 秩父鉄道秩父本線行田市駅より市内循環バス「観光拠点循環コース 右回り」に「行田市駅前」バス停より乗車、「教育文化センター前（乗車約40分）」にて下車すぐ。運賃は150円。
- 秩父鉄道秩父本線行田市駅より市内循環バス「東循環コース 右回り」に「行田市駅前」バス停より乗車、「教育文化センター前（乗車約62分）」にて下車すぐ。運賃は100円[3]。

休館日
- 毎週月曜日 - この他、例外あり[4]。

開館時間
- 9時00分〜19時00分[4]

## ウィキペディアタウンin行田
コロナ禍の2020年10月31日（土）にトライアル版として開催された（共催・NPO法人ぎょうだ足袋藏ネットワーク）。行田市内に所在する埼玉県立進修館高等学校の生徒が参加し、まちあるきした後、ウィキペディアを編集し、足袋蔵・行田足袋を新規作成した。